# Rada Dyrektorów Polskich Ogrodów Zoologicznych i Akwariów
Rada Dyrektorów Polskich Ogrodów Zoologicznych i Akwariów – stowarzyszenie, które powstało w 2000 roku. Jest kontynuatorem nieformalnego Zarządu Ogrodów Zoologicznych utworzonego w 1981 roku. Jednym z najważniejszych celów Rady jest popularyzacja idei funkcjonowania ogrodów zoologicznych, a także ich najważniejszych zadań.

## Historia
Stowarzyszenie Rada Dyrektorów Polskich Ogrodów Zoologicznych i Akwariów powstało w 2000 roku. Kontynuuje ono działalność nieformalnej Rady Dyrektorów Ogrodów Zoologicznych działającego od 1981 roku. Aby umocnić pozycję Rady Dyrektorów w negocjacjach z Ministerstwem w 2000 roku podjęto decyzję o rejestracji stowarzyszenia. 

## Przewodniczący
Okres działalności nieformalnej:
- 1981–1986 Antoni Gucwiński
- 1986–1996  Andrzej Sosnowski
- 1996–1999 Józef Skotnicki
- 1999–2001 Jan Maciej Rembiszewski

Okres działalności statutowej
- 2001–2009  Jan Maciej Rembiszewski
- 2009–2013  Ryszard Topola
- 2013–2016  Aleksander Niweliński
- 2016–2020  Michał Targowski
- 2020–2024  Michał Targowski
- od 2024  Izabela Krause

## Zadania
Główne zadania Rady:
- wykorzystanie potencjału ogrodów zoologicznych i koordynacja realizacji najważniejszych zadań, takich jak: ochrona zagrożonych zwierząt poprzez hodowlę ex-situ, kształcenie w ochronie przyrody i różnorodności biologicznej, sieć badawcza, utrzymywanie zwierząt w warunkach zbliżonych do ich naturalnych środowisko jak to tylko możliwe i zapewniające odwiedzającym dobre warunki do rekreacji,
- inicjowanie ścisłej współpracy pomiędzy ogrodami zoologicznymi w zakresie ochrony, konserwacji i reprodukcji zwierząt, a także ich udziału w międzynarodowych programach ochrony gatunków,
- powołanie grup zadaniowych, które biorą udział w tworzeniu aktów prawnych oraz sporządzanie profesjonalnych raportów i opinii ogrodów zoologicznych dla strategii i programów ochrony przyrody przygotowywanych przez państwo i samorządy lokalne, a także przez instytucje naukowe,
- dbałość o podnoszenie kwalifikacji pracowników ogrodu zoologicznego i wzajemną wymianę informacji,
- stworzenie wspólnej bazy danych dla ogrodów zoologicznych,
- publikowanie i rozpowszechnianie materiałów dotyczących ogrodów zoologicznych, organizowanie sympozjów i spotkań dotyczących zagadnień ogrodów zoologicznych i szeroko pojętej ochrony przyrody.

## Skład Rady Dyrektorów Polskich Ogrodów Zoologicznych i Akwariów
W skład Rady Dyrektorów Polskich Ogrodów Zoologicznych i Akwariów wchodzą przedstawiciele:
- Ogród Zoologiczny w Bydgoszczy
- ZOO Charlotta
- Śląski Ogród Zoologiczny
- Gdański Ogród Zoologiczny
- Akwarium Gdyńskie
- Park Dzikich Zwierząt w Kadzidłowie
- Ogród Zoologiczny w Krakowie
- ZOO Leśne Zacisze
- Ogród zoologiczny w Lubinie
- Miejski Ogród Zoologiczny w Łodzi
- Ogród Zoologiczny w Opolu
- Miejski Ogród Zoologiczny w Płocku
- Ogród Zoologiczny w Poznaniu[4]
- Ogród Zoobotaniczny w Toruniu
- Ogród Zoologiczny w Warszawie
- Ogród Zoologiczny we Wrocławiu
- Ogród Zoologiczny w Zamościu